# سوامی (فیلم ۲۰۰۷)
سوامی (به هندی: Swami) فیلمی محصول سال ۲۰۰۷ و به کارگردانی گانش آچاریا است. در این فیلم بازیگرانی همچون مانوج باجپایی، جوهی چاولا و نها پندسه ایفای نقش کرده‌اند.